# Danilo Caymmi
Danilo Candido Tostes Caymmi (Rio de Janeiro, 7 de março de 1948) é um músico, cantor, compositor, arranjador e artista visual brasileiro. Casado com a publicitária e jornalista Patricia Mannarino, reside atualmente em Curitiba, estado do Paraná.
É filho de Dorival Caymmi e Stella Maris, e irmão de Dori e Nana Caymmi. É pai de Alice Caymmi, de seu casamento com Simone Malagutti;  Gabriel (designer) e Juliana Caymmi (cantora e advogada), frutos de sua relação com a primeira esposa, Ana Terra;  e Martin Caymmi fruto da sua relação com a cineasta Tarsilla Alves. Começou a tocar flauta e violão na adolescência. Cursou Arquitetura até o último período na FAU-RJ, tendo abandonado o curso quando sua  canção, Andança, em parceria com Edmundo Souto e Paulinho Tapajós, ficou em terceiro lugar no Festival da Canção de 1968, tornando-se um grande sucesso.

## Carreira

Danilo Caymmi, sem data. Arquivo Nacional.

Iniciou a carreira artística participando como flautista da gravação do disco "Caymmi visita Tom", de 1964. Seu primeiro trabalho como compositor foi com a música "De Brincadeira", feita em parceria com Edmundo Souto, interpretada por Mário Castro Neves em 1967. Atuou como flautista e compositor, obtendo o terceiro lugar no III Festival Internacional da Canção, na fase nacional, transmitido pela Rede Globo, em 1968, com a canção Andança, sendo seus parceiros na composição da canção Edmundo Souto e Paulinho Tapajós, lançando a cantora Beth Carvalho, contando com a participação do grupo vocal Golden Boys.
Fez sucesso com a canção Casaco Marrom, composta juntamente com Renato Correia e Guttemberg Guarabyra, na voz da cantora Evinha. Danilo trabalhou com seus irmãos e fez espetáculos em 1973 com Edu Lobo. No mesmo ano, participou da gravação do disco "Matança do Porco", do grupo Som Imaginário. Em 1983 entra para o conjunto musical Banda Nova de Tom Jobim. Foi convidado pela TV Globo (Rede Globo) a escrever trilhas musicais para alguns seriados e novelas como Riacho Doce, Teresa Batista, Corpo e Alma e Mulheres de Areia, sendo lançado o longplay Trilhas.
Em 2001 participou com Roberto Menescal, Marcos Valle e Wanda Sá do Fare Festival, realizado em Pavia, na Itália pela Società dell'Academia.
Fez turnê nas seguintes cidades Estocolmo, na Suécia, Helsinki na Finlândia e em Moscou na Rússia.
Em comemoração aos noventa anos do pai, lançou em 2004, junto com seus irmãos Nana e Dori, o compact disc Para Caymmi de Nana, Dori e Danilo, com os maiores sucessos de Dorival Caymmi.
Em 2009, foi lançado pela Rob Digital, em parceria com o Canal Brasil (televisão por assinatura), o CD e DVD "Danilo Caymmi e Amigos", cujo registro teve a participação de Roberto Menescal, Fafá de Belém, Zé Renato, Claudio Nucci, Dori Caymmi e sua filha Alice Caymmi.

## Discografia
- 1973 - Beto Guedes, Danilo Caymmi, Novelli e Toninho Horta - Odeon
- 1977 - Cheiro Verde - Ana Terra/Independente
- 1986 - Caymmi's Grandes Amigos - Nana, Dori e Danilo Caymmi - EMI/Odeon
- 1987 - Família Caymmi: Dorival Caymmi, Dori Caymmi, Nana Caymmi e Danilo Caymmi - ao vivo - EMI/Odeon
- 1992 - Danilo Caymmi - RGE
- 1992 - Família Caymmi em Montreux - Polygram
- 1994 - Danilo Caymmi - EMI/Odeon
- 1995 - Sol Moreno - EMI/Odeon
- 1997 - Mistura Brasileira - EMI Music
- 1998 - Eu, Você, Nos Dois - Albatroz
- 2001 - Trilhas - Os Mais Bonitos Temas da TV Brasileira - Albatroz
- 2004 - O Patriota (com Manu Lafer)[2] - Independente
- 2004 - Para Caymmi: De Nana, Dori e Danilo - Warner Music
- 2005 - Falando de Amor – Famílias Caymmi e Jobim Cantam Antônio Carlos Jobim - Sony BMG
- 2009 - Danilo Caymmi e Amigos - Rob Digital
- 2011 - Alvear - Biscoito Fino
- 2013 - Caymmi (com Nana Caymmi e Dori Caymmi) - Som Livre (indicado ao Grammy Latino de Melhor Álbum de Música Popular Brasileira de 2014[1])
- 2015 - Don Don - Danilo Caymmi canta Dorival Caymmi (com Bruno Di Lullo e Domenico Lancellotti)
- 2017 - Danilo Caymmi canta Tom Jobim

## Participações
- Dorival Caymmi - Caymmi Visita Tom - 1964 - Elenco
- Tom Jobim - Caymmi Visita Tom - 1964 - Elenco; Miucha e Antonio Carlos Jobim - 1977 - RCA; Miucha e Tom Jobim - 1979 - RCA; Passarim - 1987 - Verve/Polygram; Tom Jobim - Inédito - 1987/1995/2005 - SBPO/BMG Ariola/Jobim/Biscoito Fino; Rio Revisited - 1987 - Verve/Polygram; Antonio Brasileiro - 1994 - TV Globo/Columbia; Tom Canta Vinicius - 2000 - Jobim Music; Tom Jobim Ao Vivo em Montreal - 2007 - Discmedi(Barcelona)/Jobim Biscoito Fino
- Piry Reis - Vocês Querem Mate? - 1970 - Quartin
- Nelson Angelo - Nelson Angelo e Joyce - 1972 - Odeon; Violão e outras coisas - 1988 - Eldorado; A Vida Leva - 1994 - Velas
- Joyce - Nelson Angelo e Joyce - 1972 - Odeon; Feminina - 1980 - EMI/Odeon; Água e Luz - 1981 - EMI/Odeon
- Lô Borges - Lô Borges - 1972 - Odeon; Nuvem Cigana - 1982 - EMI/Odeon
- Quarteto em Cy - Quarteto em Cy - 1972 - Odeon; Caminhos Cruzados - Caymmis, Lobos & Jobins - 1981 - RGE
- Som Imaginário - Matança do Porco - 1973 - Odeon
- Edu Lobo - Edu Lobo - 1973 - Odeon; Limite das Águas - 1976 - Continental; Camaleão - 1978 - Philips/Phonogram; Tempo Presente - 1980 - Philips/Polygram
- Sidney Miller - Línguas de Fogo - 1974 - Som Livre
- Egberto Gismonti - Academia de Danças - 1974 - Odeon; Corações Futuristas - 1976 - EMI/Odeon
- Emílio Santiago - Emílio Santiago - 1975 - CID
- Nana Caymmi - Nana Caymmi - 1975 - CID; Renascer - 1976 - CID; Nana - 1977 - RCA; Nana Caymmi - 1979 - EMI/Odeon; Mudança dos Ventos - 1980 - EMI/Odeon; E a gente nem deu nome - 1981 - EMI/Odeon; Nana - 1988 - EMI/Odeon; A Noite do Meu Bem - As Canções de Dolores Duran - 1994 - EMI/Odeon; Alma Serena - 1996 - EMI/Odeon; O Mar E O Tempo - 2002 - Som Livre/Universal Music; Sem Poupar Coração - 2009 - Som Livre
- Milton Nascimento -  Travessia - Faixa Catavento - 1967 - Minas - 1975 - EMI/Odeon; Geraes - 1976 - EMI/Odeon; Clube da Esquina N. 2 - 1978 - EMI/Odeon; Novas Bossas - 2008 - EMI
- Tamba Trio - Tamba Trio - 1975 - RCA
- Tom e Dito - Tom e Dito - 1977 - Continental
- Antonio Adolfo - Feito em Casa - 1977 - Independente
- Simone - Face A Face - 1977 - EMI/Odeon; Cigarra - 1978 - EMI/Odeon; Pedaços - 1979 - EMI/Odeon
- Francis Hime - Passaredo - 1977 - Som Livre; Francis - 1980 - Som Livre; Sonho de Moço - 1981 - Som Livre
- Sarah Vaughan - O Som Brasileiro de Sarah Vaughan - 1978 - RCA
- Fafá de Belém - Banho de Cheiro - 1978 - Philips/Phonogram
- Ruy Maurity - Bananeira Mangará - 1978 - Som Livre
- Sueli Costa - Vida de Artista - 1978 - EMI/Odeon
- Djavan - Djavan - 1978 - EMI/Odeon
- Elba Ramalho - Ave de Prata - 1979 - CBS
- Geraldo Azevedo - Bicho de 7 Cabeças - 1979 - CBS
- Mario Adnet e Alberto Rosenblit - Mario Adnet e Alberto Rosenblit - 1979 - Independente
- Boca Livre - Boca Livre - 1979 - Independente; Bicicleta - 1980 - Independente; Folia - 1981 - Philips/Polygram
- Bernard Lavilliers - O Gringo - 1980 - Barclay (França)
- Hélio Delmiro - Emotiva - 1980 - EMI/Odeon
- Chico Buarque - Vida - 1980 - Philips/Polygram; Chico Buarque - 1984 - Barclay
- Cristina Buarque - Vejo Amanhecer - 1980 - Ariola
- Cláudio Nucci - Cláudio Nucci - 1980 - EMI/Odeon
- Dori Caymmi - Dori Caymmi - 1980 - EMI/Odeon; Dori Caymmi - 1982 - EMI/Odeon
- Teca Calazans - Eu Não Sou Dois - 1981 - EMI/Odeon; Teca Calazans - 1982 - EMI/Odeon
- Ricardo Vilas - Eu Não Sou Dois - 1981 - EMI/Odeon
- João do Vale - João do Vale - 1981 - CBS
- Robertinho Silva - MPBC - 1981 - Philips/Polygram
- MPB-4 - Tempo Tempo - 1981 - Ariola
- Olívia Hime - Olívia Hime - 1981 - RGE; Estrela da Vida Inteira - Manuel Bandeira - 1986/1994 - Continental/Leblon Records
- Vinícius Cantuária - Gávea de Manhã - 1983 - RCA
- Telma Costa - Telma Costa - 1983 - Opus/Columbia
- Para Viver Um Grande Amor - Trilha Sonora do Filme - 1983 - CBS
- Zé Luiz - E O Amor Falou - 1984 - Pointer
- Premeditando o Breque - Grande Coisa - 1986 - EMI/Odeon
- Márcio Hallack - Talismã - 1987 - Chorus Independente
- Selma Reis - Selma Reis - 1987 - Continental
- Família Jobim - Amazonas - 1989 - BMG Ariola/Som Livre
- Ronaldo Bastos - Cais - 1989/1995 - Som Livre/Dubas Música/Warner Music
- Adriano Giffoni - Contrabaixo Brasileiro - 1996 - Perfil Edições Musicais
- Lisa Ono - Bossa Carioca - 1998 - Toshiba EMI/Deck Disc
- Gal Costa - Gal de Tantos Amores - 2001 - BMG
- Ivan Lins - Love Songs - A Quem Me Faz Feliz - 2002 - Abril Music
- Marcelo Salazar - The Tropical Lounge Project - 2005 - JSR
- Geraldo Carneiro - Gozos da Alma - 2006 - Sesc/Rio Som

## Alguns intérpretes
Nana Caymmi, Beth Carvalho, Elis Regina, Maria Bethânia, Gal Costa, Tom Jobim, Dominguinhos, Joyce, Luiz Eça, Evinha, Milton Nascimento, Boca Livre, Cláudia, MPB-4, Walter Wanderley, Alaíde Costa e Fagner.